# جایزه فیلم هوچی
جایزه فیلم هوچی (به ژاپنی: 報知映画賞 Hōchi Eiga Shō) جوایز فیلم اعطا شده توسط روزنامه هوچی است. این جایزه اولین بار در سال ۱۹۷۶ اهدا شد.